# Johann Ignaz Ludwig Fischer
Johann Ignaz Ludwig Fischer (Mogúncia, 18 de agosto de 1745 — Berlim, 10 de julho de 1825) foi um  músico alemão.
Atuou em sua cidade natal, onde casou com a atriz e soprano Barbara Strasser, e em Munique, antes de ser contratado pelo Burgtheater de Viena, em 1780. Nessa época, Fischer tornou-se famoso na Europa como um dos melhores contrabaixos. Deixou Viena em 1783.
Mozart escreveu para Fischer as árias Così dunque tradisci - Aspri rimorsi atroci (1783) e Alcandro lo confesso - Non so d'onde viene (1787).